# Laß die Sonne in dein Herz
Laß die Sonne in dein Herz war der deutsche Beitrag zum Eurovision Song Contest 1987, der von Wind in deutscher Sprache gesungen wurde. Er erreichte mit 141 Punkten Platz zwei des Wettbewerbs.

## Musik und Text
Es handelt sich um einen Midtempo-Schlager, der auf einem Reggae-Rhythmus basiert. Der Text handelt davon, die Dinge positiv zu sehen und optimistisch seine Träume zu leben: „Lass die Sonne in dein Herz / schick die Sehnsucht himmelwärts / gib dem Traum ein bisschen Freiheit / lass die Sonne in dein Herz“.

## Entstehung und Rezeption
Musik und Text stammen vom bekannten Schlager- und ESC-Komponistenduo Ralph Siegel und Bernd Meinunger. Die Single erschien im April 1987 bei Jupiter Records. Auf der B-Seite der deutschen Single befindet sich der Song Immer dabei, wohingegen die niederländische Ausgabe die englische Version des Songs, Let the Sun Shine in Your Heart enthält. Am 26. März 1987 gewann Wind mit Laß die Sonne in dein Herz den in der ARD übertragenen Vorentscheid in Nürnberg, Ein Lied für Brüssel, wobei sich der Titel gegen Frieden für die Teddybären von Maxi & Chris Garden, das ebenfalls von Siegel/Meinunger geschrieben wurde, durchsetzte.
Am 20. Mai 1987 trat Wind mit dem Song in der ZDF-Hitparade auf und erreichte über das damals aktuelle Tippscheinverfahren Platz sieben. In der darauffolgenden Ausgabe am 24. Juni 1987 erreichte der Song dann Platz zwei. In der Sommerhitparade aus Binz am 4. Juli 1996, eine Themenausgabe mit Sommerhits, durfte die Gruppe den Song erneut aufführen, er hatte sich wiederum auf Platz fünf platziert. Die Single erreichte Platz 20 der deutschen Charts und war elf Wochen platziert, in Österreich kam sie auf Platz 18, in den Niederlanden auf Platz 26 und in Belgien (Flandern) auf Platz fünf.

## Eurovision Song Contest
Nach der Vorentscheidung stieß noch Rob Pilatus (später Milli Vanilli) zur Gruppe, der in Brüssel mit auftrat. Laß die Sonne in dein Herz wurde beim Song Contest an 16. Stelle aufgeführt (nach Christine Minier für Frankreich mit Les mots d’amour n’ont pas de dimanche und vor Alexia für Zypern mit Aspro Mavro). Dirigent war Laszlo Bencker. Am Ende der Abstimmung hatte der Song 141 Punkte erhalten und belegte in einem Feld von 22 den zweiten Platz, zum zweiten Mal, nachdem Wind bereits 1985 mit Für alle diese Platzierung erlangt hatte.

## Chartplatzierungen
| ChartsChartplatzierungen | Höchstplatzierung | Wochen |
| ------------------------ | ----------------- | ------ |
| Deutschland (GfK)        | 20 (11 Wo.)       | 11     |
| Österreich (Ö3)          | 18 (4 Wo.)        | 4      |

## Coverversionen
Coverversionen existieren unter anderem von Oli P., Stereoact oder Max Greger und der SWR Big Band.